# Johannes Frischmann
Johannes Frischmann (geboren am 30. September 1980 in Umhausen, Ötztal) ist ein österreichischer Parteifunktionär (ÖVP) und war von 2017 bis 2021 Pressesprecher des Bundeskanzlers Sebastian Kurz. Seit 2023 arbeitet er als PR-Berater.

## Leben
Frischmann absolvierte ein Studium an der Donau-Universität Krems, das er mit einem Master of Science (MSc.) abschloss. Seine Karriere begann bei der Jungen ÖVP (JVP). Er war erst Landesgeschäftsführer der ÖVP-Jugend in Tirol, wurde 2004 stellvertretender Bundesobmann und übernahm die Zuständigkeiten für Wahlkampf, Europa und Studenten. 2007 kam er nach Wien und wurde geschäftsführender Obmann der Wiener Landesgruppe. Er gehört dem Club 35 an, einem Netzwerk von ehemaligen und aktuellen JVP-Funktionären, kreiert von Sebastian Kurz. Frischmann wurde Mitarbeiter im Bundesministerium für Finanzen. Er arbeitete dort gemeinsam mit Susanne Thier, der Lebensgefährtin von Kurz, und wurde im September 2014 Pressesprecher von Ressortchef Hans Jörg Schelling (ÖVP). In einem Artikel der Kronen Zeitung vom Mai 2017 wurde er dem „Tiroler Netzwerk von Sebastian Kurz“ zugerechnet – neben Thomas Schmid aus Westendorf, der damals als Kabinettschef und Generalsekretär des Finanzministeriums fungierte. Frischmann wird im Buch Inside Türkis (2020)  des Krone-Journalisten Klaus Knittelfelder als Mitglied des „Inner Circles“ um den Kanzler erwähnt.
Am 18. Juni 2017 wechselte Frischmann vom Finanzministerium als Sprecher zum neugewählten ÖVP-Parteiobmann Sebastian Kurz in dessen Funktionen als Bundesparteiobmann und Spitzenkandidat für die folgenden Nationalratswahlen. Knittelfelder bezeichnete ihn in seinem Buch als „oberste[n] Message-Kontrolleur“ des Kanzlers. Am 7. Jänner 2020 wurden Johannes Frischmann und Etienne Berchtold als Pressesprecher von Bundeskanzler Kurz vorgestellt – mit Frischmann  als „Chefpressesprecher“, der zusätzlich federführend die Koordination der Pressearbeit der ÖVP-Ressorts übernahm. Am 6. Oktober 2021 wurde bekannt, dass Frischmann zum Kreis der Beschuldigten in der ÖVP-Korruptionsaffäre zählt. Ihm wird Untreue und Bestechlichkeit zur Last gelegt. Auf eigenen Wunsch legte er nach Abbau seine Resturlaubs seine Funktion im Kanzleramt mit Jahresende 2021 zurück.
Mit Entstehungsdatum 24. März 2021 hat Frischmann das Gewerbe Public Relations-Berater mit Unternehmenssitz in seinem Geburtsort im Gewerbeinformationssystem Austria angemeldet. Laut Medien übt er die Tätigkeit als selbstständiger PR-Berater seit 2023 aus. Er ist in der Bürogemeinschaft von Sebastian Kurz am Wiener Schubertring eingemietet.
Im November 2024 veröffentlichte Frischmann unter dem Titel Macht und Ohnmacht im Kanzleramt seine „Memoiren“. Fabian Schmid fasst im Standard zusammen: „Frischmanns Buch einen starken ÖVP-Einschlag zu unterstellen wäre noch untertrieben. Der Kommunikator aus Tirol mag seinen früheren Arbeitgeber Sebastian Kurz sehr, und das hält bis heute. Als Pressesprecher habe er immer versucht, seinen Chef bestmöglich dastehen zu lassen, das schafft „Frischi“ auch in seinem Buch.“
Abseits seines Arbeitsortes in Wien lebt Frischmann, seit 15 Jahren als Pendler, mit seiner Frau und den drei Kindern in Deutschland.

## Publikationen
- Macht und Ohnmacht im Kanzleramt. Seifert, Wien 2024, ISBN 978-3-904123-94-5.[7]